# Smörgås

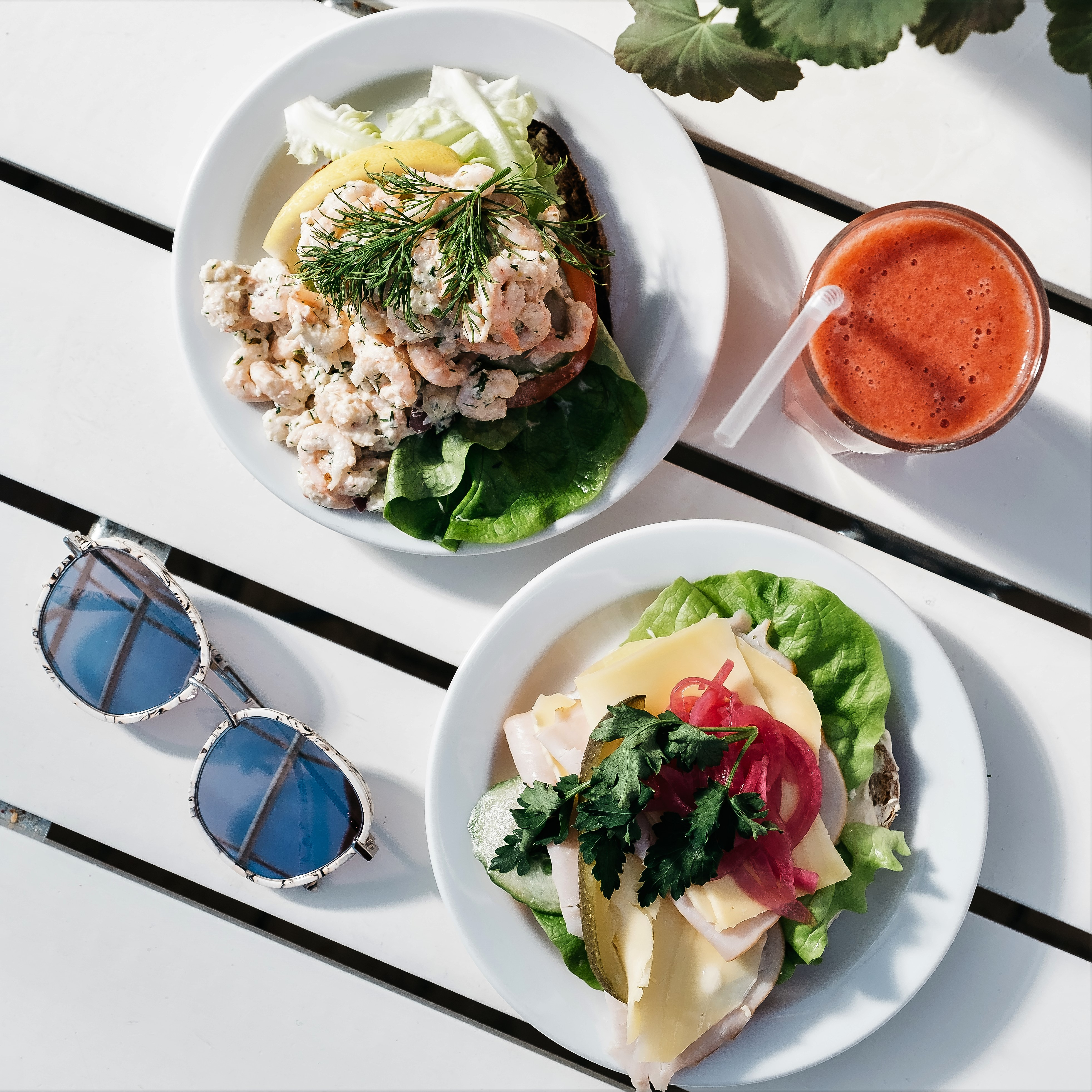
Oben: Räksmörgås mit Shrimps /
unten: Smörgås mit Wurstaufschnitt und Käse

Smörgås ([ˈsmœrɡɔs] ⓘ, ‚Butterbrot‘) ist ein reich belegtes Butterbrot und gehört zur schwedischen Küche. Es ist sowohl in Schweden als auch in Dänemark – wo es unter der dänischen Bezeichnung Smørrebrød bekannt ist – ein landestypisches Gericht und daher zudem ein wichtiger Bestandteil der skandinavischen Küche.
Das Teilwort smör des Doppelworts steht für Butter (schwedisch smör genannt). Der Wortursprung von smörgås (wörtlich ‚Buttergans‘) stammt aus der Zeit, in der noch selbst gebuttert wurde. Die Butterflocken, die beim Buttern an die Oberfläche stiegen, glichen weißen Gänsen (schwedisch gås).

## Zutaten und Zubereitung
Das Smörgås ist mit einem im deutschsprachigen Raum üblichen „Butterbrot“ nicht vergleichbar, sondern entspricht eher einer Art Sandwich oder Brotzeit in Form von verschiedenen, üppig belegten Brotscheiben. Durch den reichhaltigen Brotbelag ist es meist eine vollwertige Hauptmahlzeit und nicht etwa nur ein kleiner Snack als Zwischenmahlzeit.
Belegt wird das Smörgås (beziehungsweise das Smørrebrød) mit unterschiedlichen Zutaten wie Ei, Käse, Fleisch oder Fisch. Der Belag wird reichhaltig verwendet, zudem wird das Smörgås umfangreich garniert. So werden meist noch Salatblätter, Gurkenscheiben oder andere passende Gemüsearten und teils auch Salat mit auf das Brot gelegt. Neben den „gewöhnlichen“ Belägen gibt es zudem typisch skandinavische Smörgås- und Smørrebrød-Beläge wie Garnelen beim schwedischen Räksmörgås (schwedisch Räkor, ‚Krabbenbrot‘).
Das Brot wird nicht nur mit Butter bestrichen, sondern gelegentlich stattdessen Mayonnaise oder Remoulade verwendet. Für die Brotsorte gibt es keine einheitlichen Vorgaben, vielmehr wird die Brotsorte stets passend zum Belag ausgesucht. So wird für das schwedische Räksmörgås, das Krabben-Butterbrot, meist ein Weißbrot verwendet, während zum Beispiel das dänische Leverpostaj-Smørrebrød – das mit einer Art Leberpastete belegt wird – eher mit einem Roggen- beziehungsweise Schwarzbrot serviert wird. Beim schwedischen Smörgås wird zudem oft Soft Bröd verwendet, ein besonders weiches schwedisches Traditionsbrot in Form eines Toastbrots. Außerdem wird teils Knäckebrot verwendet, wobei die Brote frisch zubereitet werden müssen, da das Knäckebrot sonst durchweicht.

## Typische Smörgås-Gerichte
Für das Smörgås ist eine Reihe von typischen „Standardbelägen“ bekannt. Es gibt jedoch eine Vielzahl von Variationen, deren Zubereitungsarten sich hauptsächlich in kleinen Zutaten unterscheiden, die je nach Geschmack variieren und ausgetauscht werden können. Generell ist das Smörgås „sehr liebevoll garniert und mit dem Belag wird nicht gegeizt“. So hat jede schwedische Hausfrau und jede schwedische Profiküche ihre „eigenen Smörgås-Kreationen“. Zu den typischen Smörgås-Gerichten gehören unter anderem:

### Räksmörgås

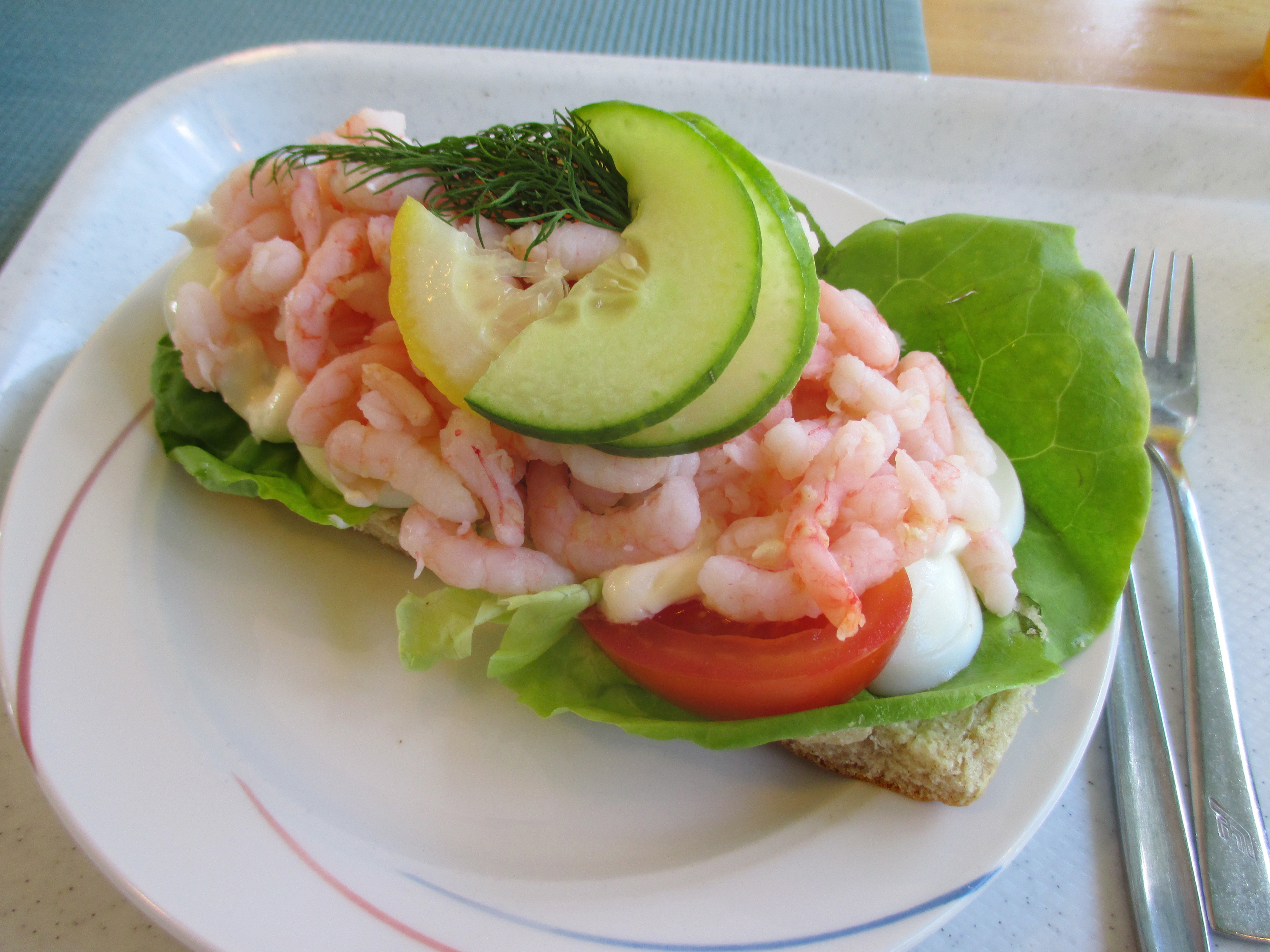
Räksmörgås mit Shrimps und Ei

Räksmörgås („Krabbenbrot“) ist eines der beliebtesten Smörgås-Gerichte in Schweden. Zu den Hauptzutaten gehören: Roggenbrot, gekochte und geschälte Garnelen wie zum Beispiel „Shrimps“, Eismeershrimps beziehungsweise -garnelen oder „Grönlandkrabben“, Salatblätter, hart gekochte Eier in Scheiben, Salatcreme, die zum Beispiel aus Mayonnaise, Saurer Sahne, etwas gehacktem Schnittlauch und/oder Dill, einigen Spritzern Zitronensaft sowie Salz und Pfeffer nach Geschmack zusammengerührt wird, sowie Gurken- und teils zudem Tomatenscheiben. Die Zutaten werden auf das Brot geschichtet, zuerst etwas Salatcreme, darauf Gurkenscheiben, Salatblatt und Eischeiben, sowie zuletzt reichlich Shrimps. Garniert wird mit Zitronenscheiben, Dillzweigen und teils zudem mit Herings-Rogen.
Es gehört zu den „typisch schwedischen Gerichten“, die vom multinationalen Einrichtungskonzern IKEA im Rahmen seiner globalen Marketingstrategie weltweit propagiert sowie oft in den Restaurants seiner Möbelhäuser angeboten werden.

### Gorgonzola-Smörgås
Für Gorgonzola-Smörgås wird gebuttertes Roggen- oder Vollkornbrot mit Blättern von Kopf- und Eichblattsalat sowie mit einer Scheibe Gorgonzola belegt und mit halbierten und entkernten Weintrauben garniert.
Eine als Danablu-Smørrebrød beziehungsweise Danablu-Smörgås benannte Variante wird mit geröstetem Toastbrot zubereitet und mit Salatblättern, dünnen Gurkenscheiben und mit kleinen Scheiben des dänischen Blauschimmelkäses Danablu belegt. Garniert wird mit Radieschen- und Gurkenscheiben, teils kommt noch ein Löffel süßer Honig auf den pikanten Käse.

### Gravad Lax Smörgås

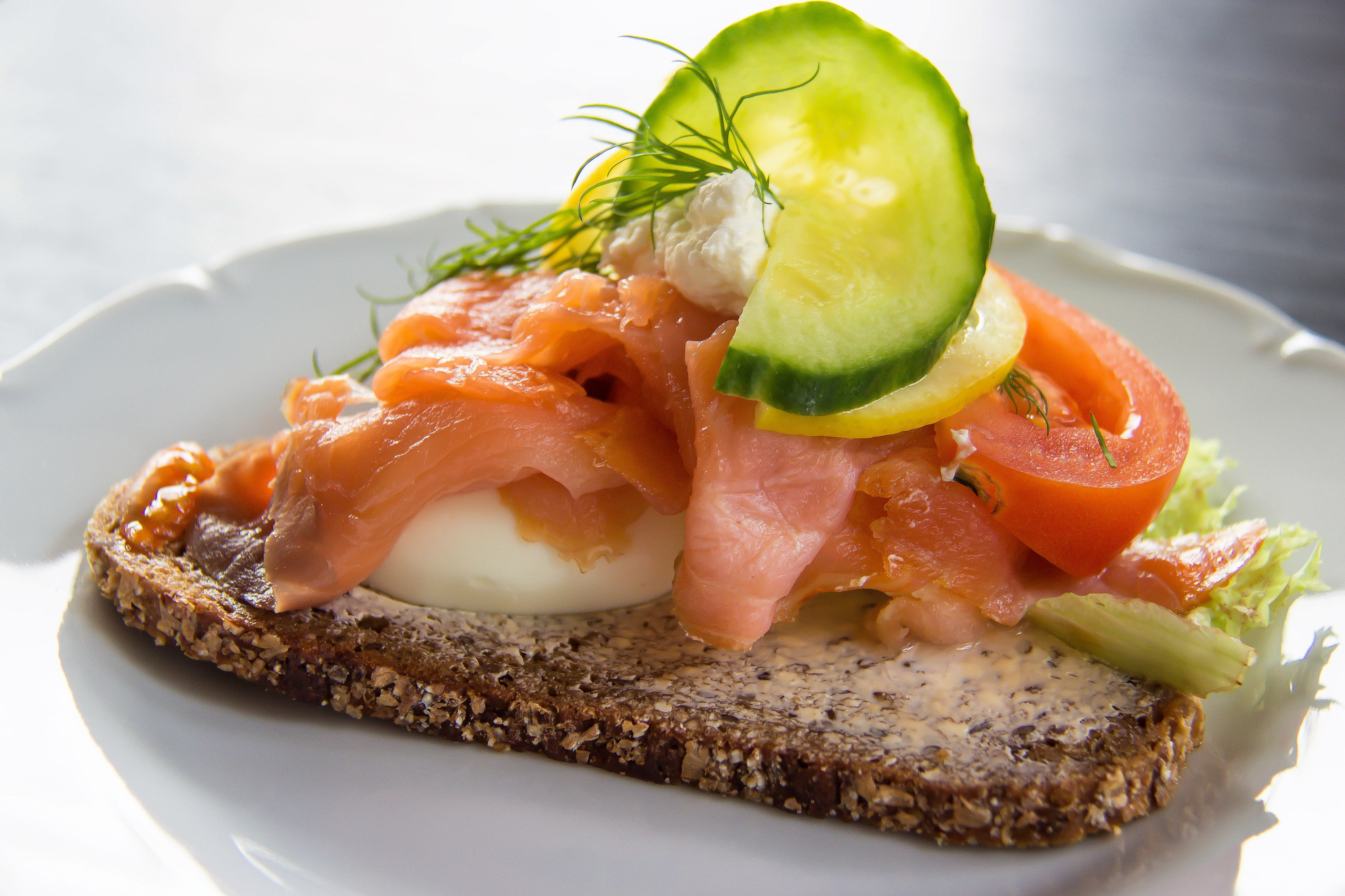
Smörgås mit Lachs und Ei

Für Gravad Lax Smörgås, Butterbrot mit Graved Lachs, wird Roggenbrot gebuttert, mit Salatblatt und einigen Scheiben Graved Lachs belegt sowie etwas Graved-Lachs-Soße hinzugegeben, eine süße, kalte, mit viel Dill hergestellte Senfsoße (dänisch Rævesovs, schwedisch Hovmästarsås, im deutschen Sprachraum meist als Graved-Lachs-Soße bezeichnet). Es wird mit Zitronenscheibe und Dillzweig garniert.
Als Variante wird es mit Scheiben von Räucherlachs zubereitet sowie mit Ei-, Gurken- und Tomatenscheiben ergänzt. Anstelle der Graved-Lachs-Soße wird teils Meerrettichcreme verwendet, und als Garnierung sind geröstete Dillsamen anzutreffen.

### Hering-Smörgås
Hering-Smörgås (Heringsbrot) verträgt ein kräftig schmeckendes Brot, das heißt Vollkorn- oder Roggenbrot. Das Brot wird mit Butter oder Sauerrahm bestrichen und mit Eischeiben oder alternativ mit Apfelscheiben belegt, darauf werden drei bis vier Stücke Heringe beliebiger Sorte nach Geschmack gelegt, wie zum Beispiel eingelegte Bismarckheringe. Zuletzt wird etwas Saure Sahne hinzugegeben, teils zudem rote Zwiebelringe, und mit Dill oder Schnittlauchröllchen garniert.

### Kaviar-Smörgås
Für Kaviar-Smörgås wird Roggen- oder Vollkornbrot mit Mayonnaise bestrichen und mit Eischeiben sowie mit rotem und schwarzem Forellenkaviar belegt sowie mit einer Zitronenspalte garniert. Es ist nicht zu verwechseln mit dem Smörgås mit Ei und Kaviarcreme, bei dem die Eischeiben mit der Kaviarpaste Kalles Kaviar belegt werden.

### Köttbullesmörgås

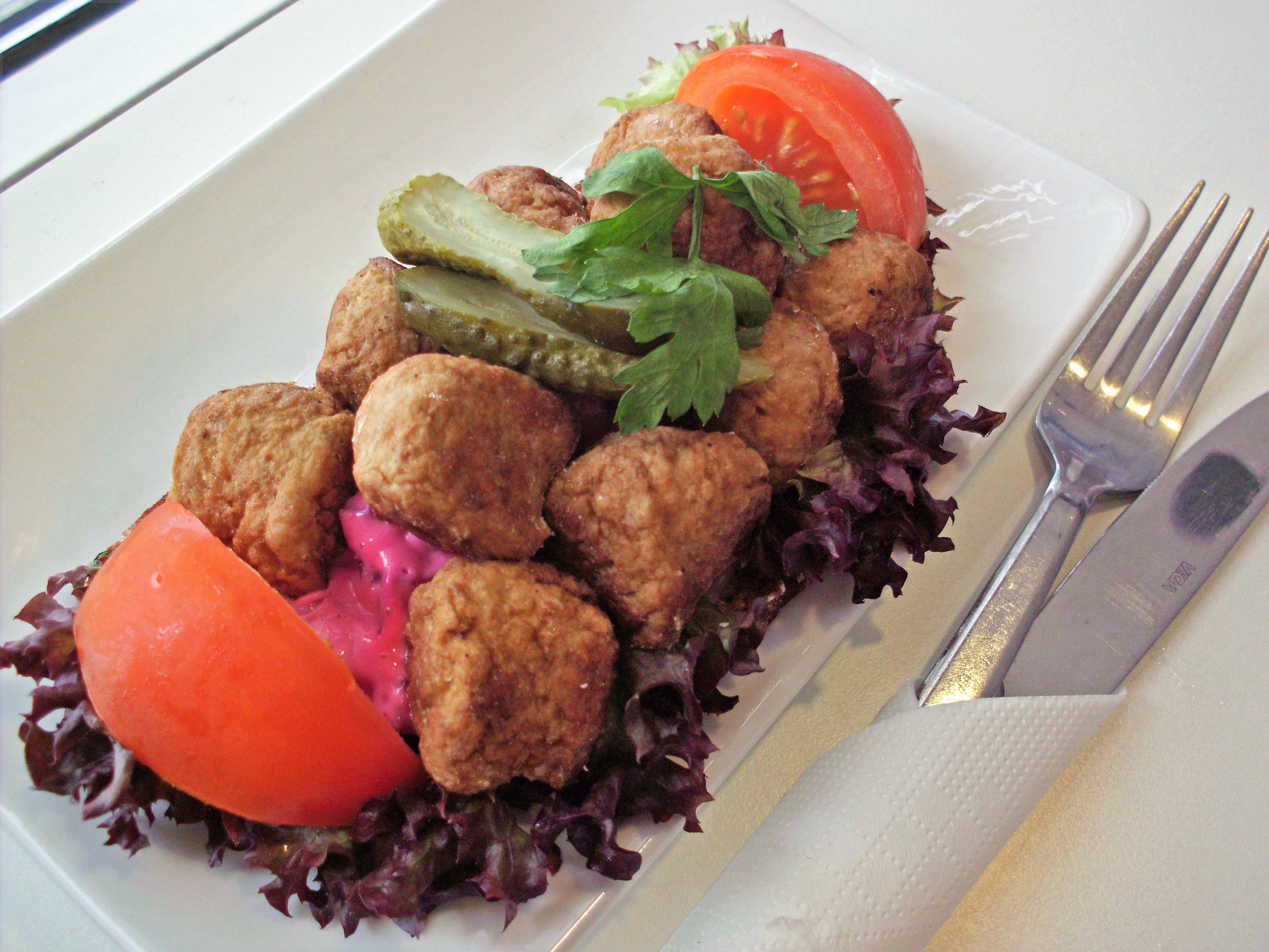
Köttbullesmörgås mit Rote-Bete-Salat

Köttbullesmörgås oder Köttbullesmörgås med rödbetssallad beinhaltet als Hauptzutaten Köttbullar („schwedische Fleischbällchen“) und Rote-Bete-Salat (schwedisch: ‚rödbetssallad‘). Dafür wird gebuttertes Brot beliebiger Sorte nach Geschmack mit Rote-Bete-Salat sowie mit kleineren oder in dünne Scheiben geschnittenen Köttbulle belegt. Um das Durchweichen des Brotes zu verhindern, wird es zum Teil zuerst mit Salatblättern belegt. Garniert wird mit Gewürzgurke, Tomate und gehackten frischen Kräutern wie Petersilie oder Kerbel, teils zudem mit einigen Röstzwiebeln. Gelegentlich werden noch einige sehr dünn gehobelte Scheiben von roher Rote Bete hinzugegeben. Als Variation kann Frischkäse den Rote-Bete-Salat ersetzen.

### Roastbeef-Smörgås
Für Roastbeef-Smörgås wird Roggen- oder Vollkornbrot verwendet und mit einer Mischung aus Crème fraîche, gehackter Gewürzgurke und hart gekochtem, gehacktem Ei sowie Salz und Pfeffer nach Geschmack, bestrichen. Auf das vorbereitete Brot kommen drei bis vier Scheiben Roastbeef, garniert mit geriebenem Meerrettich, teils zudem mit einigen Schnittlauchstängeln.

### Smörgås mit Ei und Kaviarcreme

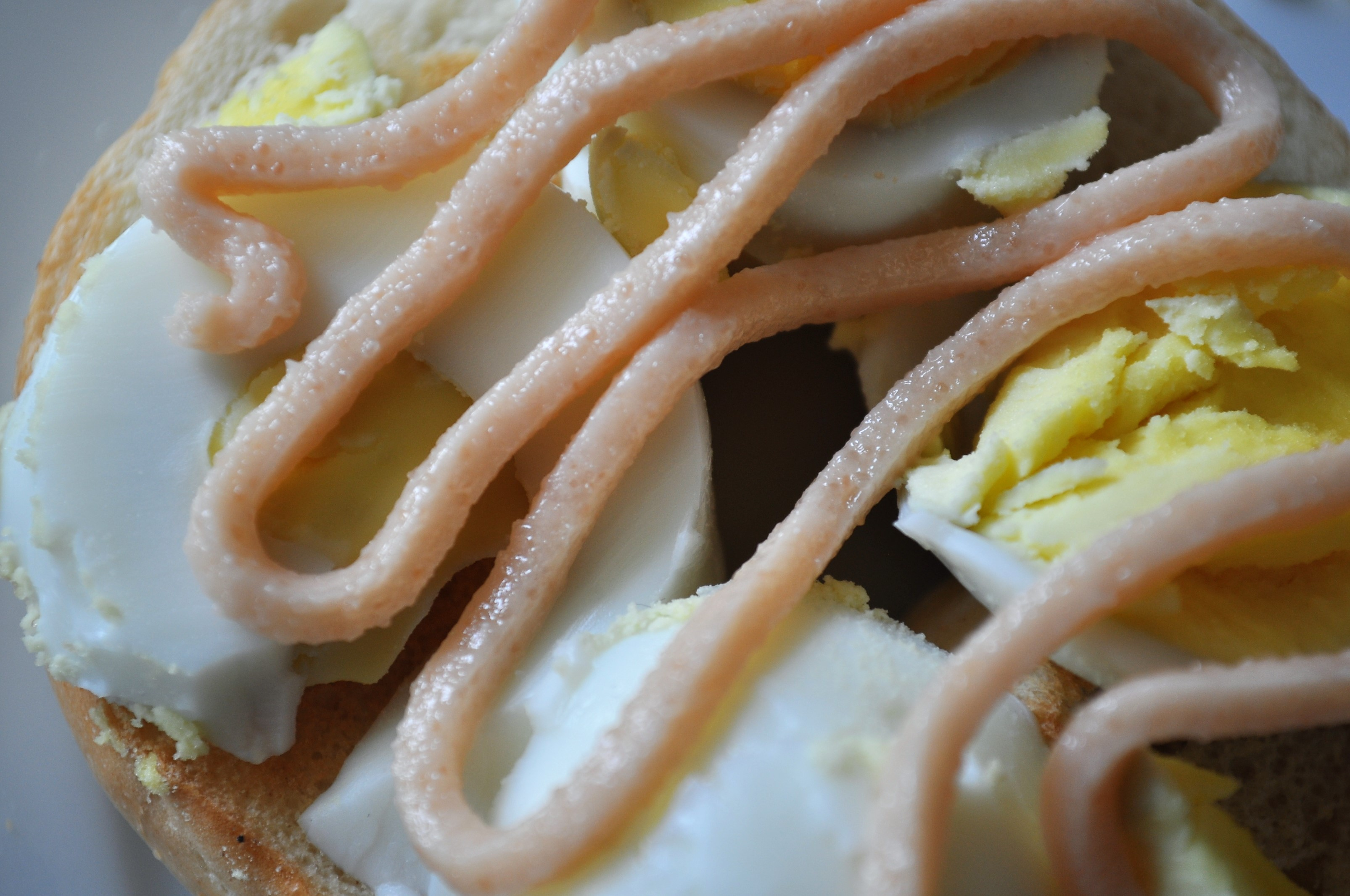
Smörgås mit Ei und Kaviarcreme

Für Smörgås mit Ei und Kaviarcreme wird Weißbrot, Soft Bröd oder Knäckebrot verwendet. Das Brot wird mit Butter bestrichen, alternativ mit Mayonnaise oder Salatcreme, und mit Salatblättern, Gurkenscheiben und Eischeiben belegt. Anschließend wird die Kaviarcreme („Kalles Kaviar“) direkt aus der Tube auf das Brot gegeben. Garniert wird mit Schnittlauchröllchen oder anderen frischen Kräutern.

## Smörgåsbord
Das Smörgåsbord ist ein schwedisches Buffet, das sowohl in Gaststätten als auch bei privaten Feierlichkeiten anzutreffen ist. Das Wort smörgåsbord kommt von smörgås „Butterbrot“ und bord „Tisch“. Das Smörgåsbord besteht aus kalten und warmen Speisen; neben verschiedenen Smörgås-Häppchen beinhaltet es unter anderem verschiedene warme Fisch-, Fleisch- und Gemüse-Gerichte, verschiedene Beilagen, kalten Aufschnitt und verschiedene Knäckebrot- und Brotsorten mit Butter, sowie verschiedene Nachtischangebote wie Früchte und Kuchen.